# Urceolipora nana
Urceolipora nana är en mossdjursart som beskrevs av William MacGillivray 1881. Urceolipora nana ingår i släktet Urceolipora och familjen Urceoliporidae. Inga underarter finns listade i Catalogue of Life.